# Selknam
I Selk'nam, detti anche Ona, erano una popolazione di Nativi Americani abitante gli estremi lembi australi dell'America meridionale, localizzata nella Terra del Fuoco a Sud-Est dello Stretto di Magellano, ormai estinta. Sono conosciuti anche come Ona, il nome che avevano dato loro gli Yamana o Yaghan, i quali vivevano nei canali delle isole della Terra del Fuoco fino a Capo Horn e insieme agli Alakauf o Halakwulup o Kaweskar abitanti dei canali delle isole cilene a Nord-Ovest della Terra del Fuoco, formavano il gruppo dei cosiddetti Fuegini marittimi, occupanti le coste meridionali e occidentali e le isole minori dell'estremo Sud del continente americano. I Selk'nam e gli Haush, loro affini e pure estinti, detti Fuegini pedestri, rappresentavano uno dei principali gruppi Ona e si dividevano a loro volta in due gruppi, quello settentrionale e quello meridionale, tra loro ostili. Sono stati tra gli ultimi ad essere scoperti dai colonizzatori europei, nel XIX secolo.

## Storia

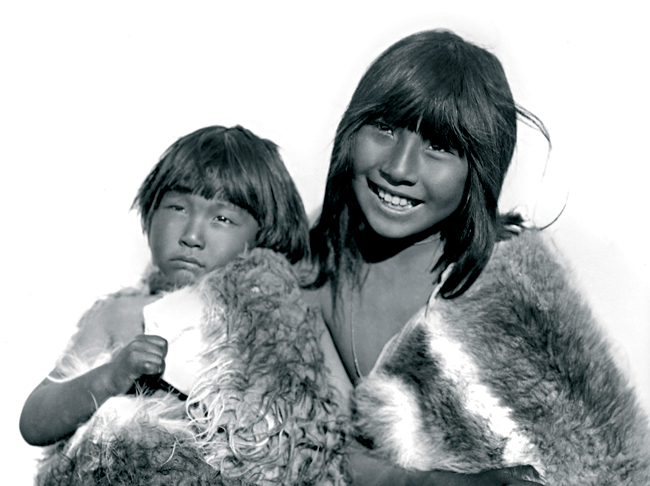
Bambini Selknam

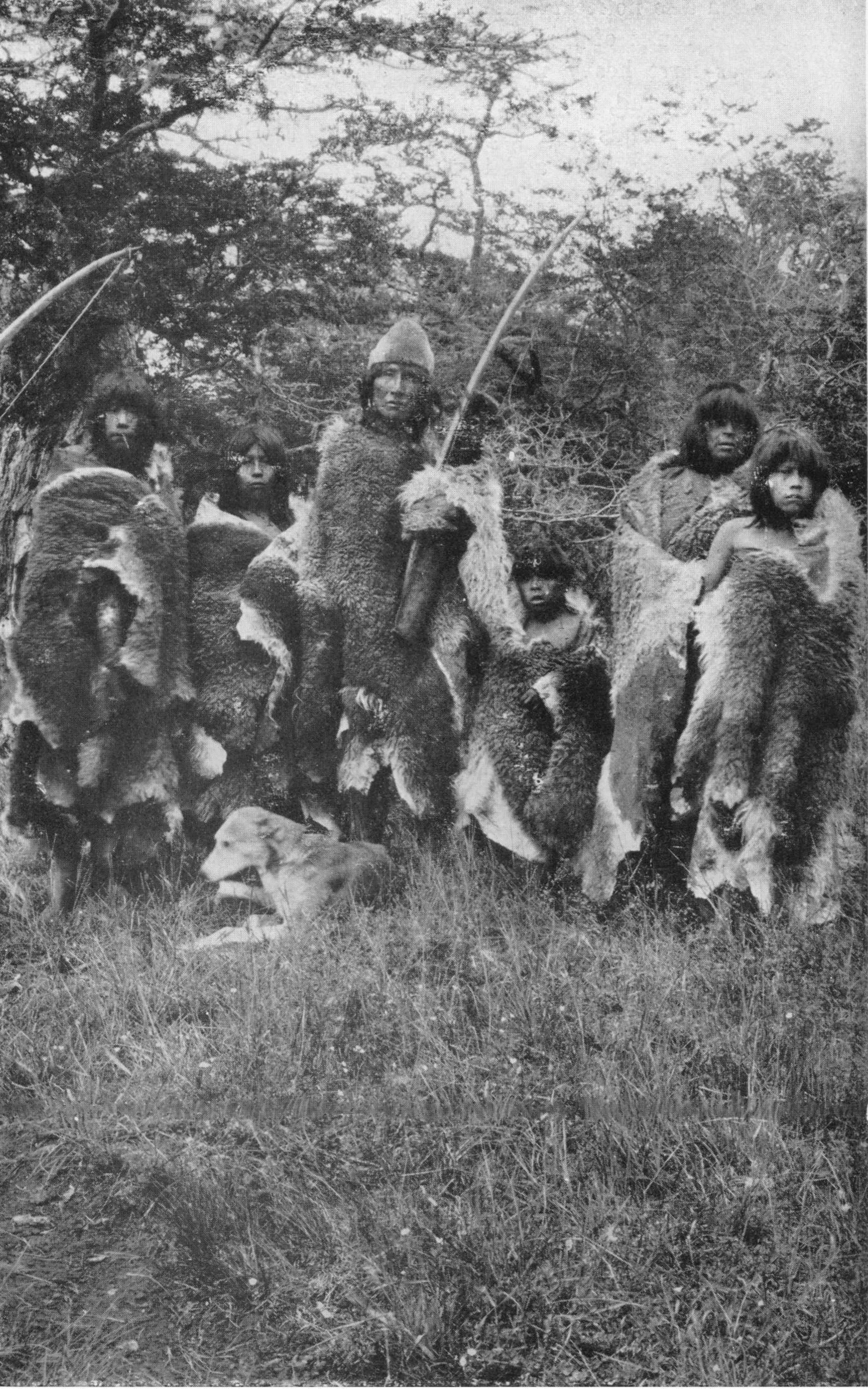

I Selk'nam arrivarono in Argentina già 10.000 anni fa, alla fine dell'ultima era glaciale. Appartenevano probabilmente ad una seconda ondata migratoria, sviluppatasi a oriente della catena andina, ed è possibile che fossero imparentati con i Tehuelches della Patagonia e i Guaicurù del Chaco con cui avevano in comune i tipi di maschera e i riti di iniziazione. Ma si ipotizza pure che tutte e tre le popolazioni indigene abitanti la Terra del Fuoco, discendessero da tribù asiatiche, le quali, attraversato lo Stretto di Bering, erano migrate fino all'altro estremo del globo. I colonizzatori europei li scoprirono solo intorno alla metà dell'Ottocento. Tuttavia il primo avvistamento si fa risalire al viaggio di Ferdinando Magellano, che il 21 ottobre del 1520 si avventurò attraverso lo stretto passaggio che metteva in comunicazione l'oceano Atlantico col Pacifico, dapprima chiamato Todos los Santos e poi ribattezzato col suo nome. Si racconta che lungo le rive di quel canale e in mezzo alle sue isole ardessero i fuochi accesi dai Nativi. Proprio questo fenomeno valse al luogo il nome di Terra del Fuoco. Charles Darwin, nel 1830, li vide a bordo del Beagle, formulando un giudizio che ne evidenziava l'arretratezza e la condizione di estrema barbarie. Nel 1869 venne fondata una missione anglicana che si stabilì nella Terra del Fuoco sotto la guida di R. P. Waite Hockin Sterling. Già da allora si sono potute identificare le tribù dei nativi. Abbiamo, peraltro, diverse referenze su questi gruppi per mezzo della spedizione italiana guidata dall'esploratore Giacomo Bove, la quale ha lasciato numerosi scritti (presenti nella collezione dei Bollettini della Società Geografica Italiana che organizzò le sue spedizioni), dove sono descritti la vita e le abitudini degli indigeni. G. Bove guidò due spedizioni nella Patagonia e nella Terra del Fuoco negli anni 1881 e 1882, ed un'altra nell'Arcipelago di Magellano negli anni 1883 e 1884.
Importanti sono anche gli appunti personali del Sottotenente di Vascello G. Roncagli (anche lui membro della spedizione Bove), che nel 1882 effettuò, con eminenti naturalisti, un viaggio a cavallo da Punta Arenas fino a Santa Cruz, documentato dal suo diario.
Lo sterminio dei Selk'nam ebbe inizio a metà del sec. XIX, con l'arrivo dei cercatori d'oro e degli allevatori di pecore, e fu perpetrato dai coloni spagnoli, irlandesi, italiani e inglesi. Si trattò di una vera e propria caccia all'indigeno che fissava compensi in denaro per chi ne uccidesse o provvedesse alla loro cattura, tanto che alcuni hanno definito lo sterminio dei Selk'nam come una delle pagine più ciniche del genocidio degli Indiani. I Selk'nam non poterono difendersi con le loro armi primitive. In seguito a malattie ed epidemie di vaiolo e morbillo (l'ultima datata al 1925), i Selk'nam morirono lentamente. Si è calcolato che attorno alla metà del diciannovesimo secolo la popolazione aborigena della Terra del Fuoco raggiungeva circa i diecimila abitanti.
Secondo Juan Damianovic, in base a un'indagine demografica sullo stato sanitario dei Fuegini, ne restavano solo alcuni piccoli gruppi in via di completa estinzione, come gli Alakaluf, nella regione dello Stretto di Magellano, al Sud del golfo di Penas e nei dintorni di Punta Arenas (isola Dawson, Fuerte Bulnes, isola di Riesco, Puerto Natales), gli Yaghan o Yàmana nelle isole Navarino e nella zona del Canale di Beagle, infine gli Ona dell'isola Grande (Terra del Fuoco). Queste popolazioni contavano ormai solo rispettivamente 120, 61 e 44 individui. Alla fine dell'Ottocento, secondo il censimento della missione salesiana che si era installata nella Terra del Fuoco nel 1893, i Selk'nam erano 3000. Un gruppo di Ona catturato dai coloni venne esposto da un impresario alla Esposizione di Parigi nel 1889.

### Estinzione
L'estinzione dei Selk'nam come popolo, o meglio come società organizzata, risale alla metà del XX secolo. Le notizie concernenti la morte dell'ultimo rappresentante che avrebbe determinato la definitiva estinzione della tribù non sono chiaramente verificabili. Nel maggio 1974 morì l'ultima donna Selknam: Angela Loij, di sangue interamente indio, scomparsa proprio nel periodo in cui Bruce Chatwin metteva piede per la prima volta nell'isola della Terra del Fuoco. Secondo l'antropologo Miguel Angel Palermo l'ultimo Ona sarebbe deceduto nel 1995. Enriqueta Gastelumedi, morta a Ushuaia, all'età di 91 anni, il 30 agosto 2004, era figlia di madre indigena e padre spagnolo. Conosciuta come “india Varela”, era una scultrice dedita all'intarsio della lenga, il legno della Terra del Fuoco, attraverso cui faceva riaffiorare i simboli della cultura Ona. Molte delle sue opere sono conservate a Usuhaia presso il "Museo della fine del mondo", altre sono state vendute dall'artista a turisti europei e americani per mantenere la sua famiglia.

## Archeologia dei siti
I siti più antichi, datati circa 11.000 anni a.C., sono quelli di Fell Cave e di Pali Aike, situati sulle sponde settentrionali dello stretto di Magellano (lato Atlantico). Poiché allora gli stretti non esistevano e l'Isola Grande della Terra del Fuoco non era altro che l'estrema appendice del continente, possono ritenersi indicatori dei primi insediamenti umani nell'estremo lembo del continente sudamericano. Le datazioni geologiche e quelle al C14 (effettuate su resti carboniosi di fuochi) coincidono. I manufatti litici rinvenuti sono caratterizzati dalle punte a coda di pesce, da strani dischi in pietra levigata e dall'associazione con fauna estinta (milodonte, cavallo australe e un camelide simile all'alpaca). Il sito delle Tres Arroyos, all'interno dell'Isola Grande della Terra del Fuoco (10 km Sud-Ovest di S. Sebastiano) è datato 10.500-11.000 anni a.C. e evidenzia una dieta a base di guanaco (camelide tuttora esistente), volpe, uccelli, cavallo australe (estinto), e molluschi provenienti da una costa distante 20 km.
Altro sito datato 9.590 anni a.C. è quello del Marazzi Site, situato a sud-est della Bahia Inutil.
Attorno al 9000 a.C. una catastrofe ecologica di natura non del tutto definita portò all'estinzione di molta fauna e, secondo alcuni, anche a quella dell'umanità a quelle latitudini.
Risalgono al 7000 a.C. i più antichi insediamenti ritrovati sulle rive del canale di Beagle, all'estremità meridionale della Terra del Fuoco (sito Tunel I) dove l'alimentazione base è costituita da guanaco e molluschi.
Fino a poco tempo fa si riteneva che i primi abitatori delle rive del canale di Beagle fossero stati i canoe, ma questo ritrovamento conferisce la primogenitura ai Selk'nam.
Gli Yamana arrivarono fra 6.500 e 6.000 anni a.C. già pienamente adattati alla vita marittima, secondo Anne Chapman. I loro siti più interessanti e completi sono sui litorali dell'isola di Navarino, ma sono più recenti.
Le separazione dell'Isola Grande della Terra del Fuoco dal Continente risale al 6.000/5.000 a.C. ed è dovuta all'innalzamento del livello del mare che ha
formato i bassi fondali delle due strettoie di Magellano (attualmente meno di 100 metri di profondità) e definitivamente allagato le paludi intermedie.
Da allora i Selk'nam sono rimasti divisi dagli Aoniken o Ahonikenk e se ne sono progressivamente differenziati.

## Geografia e stanziamento
Lo studioso J. Imbelloni si è occupato di definire le proto-culture del margine pacifico e magellanico.
Carattere generale delle popolazioni indigene stanziate lungo le coste del Sud, a cominciare dall'isola di Chiloé, fino alla regione degli stretti e allo sbocco del canale di Beagle nell'Oceano Atlantico, è quello di essere pescatori primitivi e in parte raccoglitori, da cui proviene la classificazione generica di Canoeros. R. Biasutti riconobbe una "provincia magellanica" e una "provincia cilena", con i Ciono, cui va aggiunta una "provincia peruviana" che riunisce i gruppi preistorici più o meno isolati di pescatori primitivi che hanno lasciato le loro tracce sulla costa del Pacifico negli strati inferiori della valle di Lima e presso Arica, Pisagua e Taltal ed anche le popolazioni Uro-Ciango della costa compresa tra il fiume Loa al Nord e il Copiapò al Sud.
La provincia magellanica, comprendeva fino al secolo scorso gli abitanti rivieraschi di ambe le sponde dello Stretto di Magellano e dei canali che circondano la Terra del Fuoco, ossia gli Alakaluf e gli Yàmana. Dal nome dell'Isola Grande nacque il termine Fuegini, la cui adozione in etnografia è stata l'origine di gravi errori. Per il fatto che la Terra del Fuoco fu in parte abitata anche dagli Ona (Selk'nam e Haush) si finì per confondere la pura nozione geografica contenuta in quel nome con la classificazione antropologica, e non è affatto raro trovare nella letteratura scientifica dell'America australe lavori in cui si abbracciano nell'unico termine "Fuegini" tanto gli Alakaluf e gli Yamana, come gli Ona. Questi ultimi non appartengono ai Canoneros ma al complesso dei cacciatori patagoni.
Dunque, in base alla lista delle popolazioni costiere che dalla Terra del Fuoco si prolungano fino al Perù, si ha una vera e propria catena di gruppi residuali più o meno estesi, che sotto l'aspetto razziale e culturale rappresentano una formazione notevolmente uniforme. I giacimenti antichi si manifestano sotto forma di depositi di conchiglie, dai quali l'archeologo estrae punte di freccia litiche, armi di conchiglia ed osso, strumenti di pietra.
Difeso in certo modo dalla sua posizione geografica, il gruppo meridionale Aònikenk ha conservato più tenacemente i caratteri genuini. Analogamente gli Ona, ossia la porzione di Patagoni rifugiata al di là dello stretto, nella Terra del Fuoco, si è meglio sottratta ad ogni modificazione, in virtù dell'isolamento, conservando fino ad oggi la sua statura (circa 174 cm) e forme craniche piuttosto allungate.

## Lingua
La lingua Selk'nam era una lingua chon. L'ultimo madre lingua è morto nel 1974, ma Joubert Yanten Gomez, un linguista prodigio di Santiago, in Cile, ha imparato da autodidatta la lingua agli inizi del XXI secolo, quando era ancora un adolescente. Adesso si fa chiamare Keyuk, un nome di origine Selk'am. Joubert ha studiato un vocabolario pubblicato nel 1915 da José María Beauvoir, un missionario salesiano, e ha poi utilizzato anche delle registrazioni della lingua fatte dalla nota antropologa Anne Chapman, quarant'anni prima, per impararne la fonologia. Attualmente parla numerose altre lingue indigene e sta imparando la lingua Yagan.

## Economia
Culturalmente, gli Ona non sono altro che dei Patagoni rimasti allo stato di cacciatori pedestri, senza adottare i costumi equestri dei Patagoni della terraferma. I Selk'nam erano nomadi. Durante i rigidi inverni si accampavano sulle coste dal clima più temperato, mentre in estate se ne andavano a caccia nell'interno. Avevano due tipi di abitazione: la capanna conica con caratteristiche più permanenti rispetto al provvisorio rifugio consistente di un fragile telaio di rami su cui erano distese le pelli a formare una sorta di semplice paravento, che fu descritta dal Padre Areizaga e dal Pigafetta presso gli antichi Patagoni che solo più recentemente fecero drizzare delle tende di cuoio di costruzione veramente complessa, a forma quadrangolare, divise in tanti compartimenti da pareti trasversali ed atte a dar ricovero ad un intero gruppo familiare.
La loro attività venatoria era indirizzata essenzialmente al Guanaco che cacciavano servendosi di archi di piccole dimensioni e frecce con una punta di pietra. Oltre al Guanaco si nutrivano anche di alcuni altri animali: pinguini, cetacei, molluschi, cormorani, uova, funghi, bacche, radici, alghe. Condividevano il territorio con gli Haush o Manenek e questo consentiva scambi commerciali. Nelle marce per accampare era la donna che trasportava a spalla gli arnesi e la tenda smontabile, e così fu pure presso i Patagoni fino all'introduzione del cavallo.
Usavano culle, simili a slitte, per i bambini, tuttavia il loro uso come slitte non è documentato.
La tecnologia degli Ona era basata su corteccia d'albero, fibre vegetali e pietra. Tra i principali manufatti si segnalano coltelli, raschiatoi in pietra, immanicature in legno e corde di tendini di animali, punteruoli, arpioni e punte di lancia in osso, bolas in pietre arrotondate, usate anche come mole per estrarre succhi dalle radici e macinare colori. Mentre gli Ahonikenk o Aònikenk usavano decorazioni elaborate e policromatiche, i Selk'nam si servivano di "solid colors", cioè davano una tinta uniforme al tutto. Anche le loro decorazioni corporali erano compatte e omogenee. Sembra che la pittura rupestre fosse sconosciuta ai Selk'nam. Fra gli Aonikenk erano sviluppate le decorazioni di mani, piccole figure umane o animali molto stilizzate, simboli del sole, della luna e altri di significato sconosciuto. I simboli del sole erano cerchi o ellissi radianti, o spirali.
Non sagomavano le pelli, usate avvolte ai piedi come calzature insieme a sandali di corteccia, e le cucivano sommariamente. Vivevano in clan familiari che contavano fino a 50 individui e non riconoscevano capi a parte i Kermal, ossia gli anziani, i saggi.

## Religione
La religione selk'nam era piuttosto primitiva. Era quasi negata l'esistenza di un essere supremo, di contro lo sciamano era molto venerato. Si diceva che possedesse poteri soprannaturali come il controllo del tempo.

## Nelle arti figurative
- Nel film documentario Nomad - In cammino con Bruce Chatwin (Nomad: In the Footsteps of Bruce Chatwin) (2019) di Werner Herzog, il regista mostra delle fotografie raffiguranti i Selk'nam.
- Nel film Los colonos (2023) di Felipe Gálvez Haberle, si racconta la storia di un gruppo di 3 individui che, al servizio dell'uomo d'affari spagnolo José Menéndez (1846–1918) - realmente esistito - contribuiscono al genocidio dei Selk'nam.

### Approfondimenti
- Francisco Coloane, Cacciatori di Indios, Guanda, 2003
- Lucas Bridges, Ultimo confine del mondo, Einaudi, 2009
- Mario Appelius, Cile e Patagonia,1933